# Cristóvão de Morais

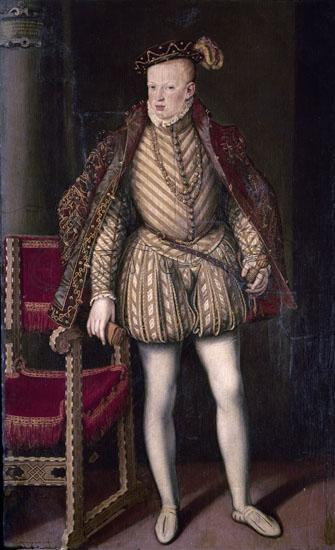
Don Sebastián de Portugal, firmado: «Christophorus a morales faciebat», 1565, óleo sobre lienzo, 161 x 102 cm, Madrid, Monasterio de las Descalzas Reales.

Cristóbal de Morales (en portugués:Cristóvão de Morais) fue un pintor manierista portugués, activo entre 1551 y 1571. Tal vez de origen castellano, podría haber estudiado en Amberes aunque la influencia de Antonio Moro, perceptible en sus escasas obras conservadas, pudo también recibirla durante las estancias en Portugal del flamenco en los años 1550 y 1552. 

## Biografía
Es muy poco lo que se conoce de su vida. Se sabe que en 1551 decoró una cama para el cuarto de la reina doña Catalina de Austria, esposa de Juan III de Portugal. Poco más tarde, en 1554 fue nombrado examinador de otros pintores, lo que evidencia el prestigio que para entonces había alcanzado; 1567 pintó la última de sus obras documentadas: el retablo de la iglesia del convento de la Concepción de Beja, perdido. 
Tan solo se conoce una obra firmada: el retrato del rey Sebastián I de Portugal conservado en la Sala del Candilón del Monasterio de las Descalzas Reales de Madrid, institución fundada por la madre del rey, Juana de Austria, a quien probablemente se deba la donación. El cuadro aparece firmado en el ángulo inferior izquierdo: «Christophorus a morales faciebat», y en la columna lleva en alto una cartela datando con precisión la fecha del retrato, a diez de enero de 1565, a los once años de edad del efigiado: «SEBASTIANUS. PRIMVS. RX/PORTUGALIE ALGVIS EX/ANS VNDECIMVM. DECIMA/DIE IANVARII. 1565». Un segundo retrato de don Sebastián, de mayor edad, pintado posiblemente en 1571 y por encargo de Catalina de Austria se encuentra en el Museu Nacional de Arte Antiga de Lisboa. De tres cuartos, viste espléndida armadura destacando sobre un fondo oscuro.